# Lymeon transilis
Lymeon transilis là một loài tò vò trong họ Ichneumonidae.